# Charlie Ward
Pour les articles homonymes, voir Ward.
Charlie Ward, Jr. (né le 12 octobre 1970 à Thomasville, Géorgie) est un ancien joueur américain de basket-ball. C'est un sportif complet car il a également été joueur de football américain, lauréat du trophée Heisman et il fut drafté en Major League Baseball. Il a été reconnu par de nombreuses revues spécialisées comme l'un des sportifs les plus complets de ces 25 dernières années.

## Carrière
Ward remporte en 1993 le trophée Heisman et le Davey O'Brien Award en tant que quarterback de l'université d'État de Floride, menant les Seminoles à leur premier titre de champion, FSU battant en finale l'université du Nebraska 18-16 lors de l'Orange Bowl 1993. Ward obtient la seconde plus large avance sur le deuxième de l'histoire pour l'obtention du Trophée Heisman, derrière O.J. Simpson, lauréat en 1968. En 1993, Charlie Ward remporte le James E. Sullivan Award de l'Amateur Athletic Union en tant que meilleur sportif des États-Unis. Il est nommé au College Football Hall of Fame en 2006.
Bien que Ward ne jouait pas au baseball à l'université, il est drafté au poste de pitcher par les Milwaukee Brewers en 1993 par les Yankees de New York. Brillant joueur de tennis, Ward brilla également lors du tournoi amateur Arthur Ashe en 1994.
Il montre également ses aptitudes hors du terrain à Florida State. Lors de son année senior en 1993 et alors qu'il est capitaine, il fait part à son entraîneur Bobby Bowden des difficultés de son coéquipier freshman Warrick Dunn, dont la mère, agent de police, a été tuée lors de son service alors qu'il était dans sa dernière année de lycée à Bâton-Rouge, Louisiane. Charlie prit alors le rôle de grand frère pour Dunn lors de sa première année à Tallahassee.
Il disputa quatre saisons à Florida State aux côtés de futurs joueurs NBA tels Bob Sura, Doug Edwards et Sam Cassell, participant au Final Four 1993, avec des moyennes de 10,5 points et 4,9 passes décisives lors de cette dernière saison.
À sa sortie de l'université, Ward hésite entre une carrière de joueur professionnel de basket-ball ou de football. Il ne veut jouer en NFL que s'il est sélectionné au premier tour de la draft 1994 de la NFL. Cependant, comme de nombreuses équipes ne voulaient pas prendre le risque de sélectionner un joueur qui pouvait rejoindre la NBA, et en raison de sa petite stature, Ward n'est pas sélectionné au premier tour de la draft. Il est alors sélectionné au 26e rang de la Draft 1994 de la NBA par les New York Knicks, commençant sa carrière NBA au poste de meneur. Lors de son année rookie, il reçoit une offre pour devenir le quarterback remplaçant de Joe Montana pour l'équipe des Chiefs de Kansas City, mais Ward déclina l'offre.
Ward joue partiellement sous les ordres de l'entraîneur Pat Riley, mais les Knicks le considèrent davantage comme un « meneur pour le futur ». Lorsque l'entraîneur assistant Jeff Van Gundy devient entraîneur, le temps de jeu de Ward augmenta sensiblement, devenant le remplaçant attitré de Derek Harper. Ward est considéré comme un bon tireur à trois-points, un bon gestionnaire et un leader sur le parquet. Ward est sélectionné pour le Three-Point Shootout 1998. Il aide les Knicks à atteindre les Finales NBA 1999, s'inclinant face aux San Antonio Spurs. Ward est transféré aux Phoenix Suns en février 2004 lors du transfert envoyant Stephon Marbury aux Knicks, puis est rapidement « coupé » par les Suns. Ward passe le restant de la saison avec les Spurs, puis signe un contrat avec les Houston Rockets l'été suivant. Par la suite, des blessures commencèrent à perturber sa carrière, lui faisant manquer une grande partie de la saison 2004-2005. Il se retire alors à l'issue de cette saison.
En juin 2007, Ward est engagé en tant qu'entraîneur assistant de l'équipe de basket-ball de « Westbury Christian School » à Houston, Texas. Il fut auparavant entraîneur assistant aux Houston Rockets. En outre, il devient en novembre 2007, entraîneur de l'équipe de football de l'école.